# Jozef Mertens

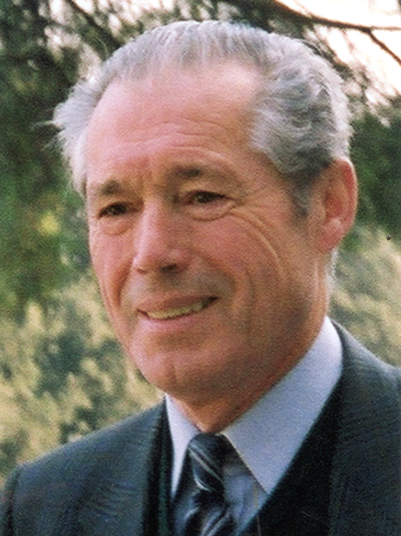
Professor Jozef Mertens

Jozef Remi Mertens (Tienen, 17 januari 1921 – Wezembeek, 1 juli 2007) was een 20ste-eeuwse Belgische archeoloog, bekend om zijn talrijke belangrijke opgravingen in België en in Italië.
Hij studeerde aan de Katholieke Universiteit Leuven waar hij in 1943 het licentiaatsdiploma in de Klassieke Filologie behaalde. In datzelfde jaar verwierf hij ook het diploma van geaggregeerde voor het Hoger Middelbaar Onderwijs. In 1945 behaalde hij zijn kandidatuursdiploma aan het Hoger Instituut voor Oudheidkunde en Kunstgeschiedenis van de Katholieke Universiteit Leuven. In 1946 doctoreerde hij in de Klassieke Filologie op het proefschrift: Messenië: kunst en geschiedenis, een archeologische en topografische synthese. In 1948 behaalde hij het diploma van licentiaat in de Klassieke Oudheidkunde, eveneens aan de Katholieke Universiteit Leuven. Aan het Hoger Instituut voor Sierkunsten Sint-Lucas in Brussel volgde hij drie jaar decoratief tekenen en architectuur.
Zijn archeologische carrière vangt aan vanaf 1949. Hij werkt vanaf dan achtereenvolgens als Attaché, Adjunct-Conservator, Conservator en Werkleider aan de Dienst voor Opgravingen van de Koninklijke Musea voor Kunst en Geschiedenis te Brussel, later de Nationale Dienst voor Opgravingen. In het begin van zijn carrière werd hij vooral ingezet op de vele restauratiewerven van wat tijdens de Tweede Wereldoorlog was vernield. Uiteindelijk deed Jozef Mertens archeologische opgravingen in ongeveer 130 Belgische gemeenten. Hij zag ook heel snel het belang in van luchtfotografie voor het opsporen van archeologische sites.
Op 1 oktober 1955 werd hij benoemd tot lector aan de Katholieke Universiteit te Leuven. Een jaar later werd hij er buitengewoon docent en in 1961 buitengewoon hoogleraar. In 1978  werd hij bevorderd tot gewoon hoogleraar aan zowel de Katholieke Universiteit Leuven als aan de Université catholique de Louvain. Tijdens zijn universitaire loopbaan deed hij heel wat topografisch onderzoek in het buitenland en organiseerde hij ook opgravingen in Italië (Alba Fucens en Ordona). Op 30 september 1986 ging hij met emeritaat.
- Bibsys: 90240873
- Bibliothèque nationale de France: cb12034059p (data)
- CiNii: DA15016933
- Gemeinsame Normdatei: 118918680
- International Standard Name Identifier: 0000 0000 8077 1008
- Library of Congress Control Number: n50036917
- Nationale bibliotheek van Australië: 49283728
- Nederlandse Thesaurus van Auteursnamen: 068242611
- Réseau des bibliothèques de Suisse occidentale: 02-A003586446
- Istituto Centrale per il Catalogo Unico: IEIV041453
- Système universitaire de documentation: 119551047
- Virtual International Authority File: 44314627
- WorldCat: E39PBJpPHmhVmrqqFYwpBVpkjC